# استان پاردوبیتسه
منطقه پاردوبیتسه (به لاتین: Pardubice Region) یک منطقه در جمهوری چک است.

## خصوصیات
منطقه پاردوبیتسه ۴٬۵۱۸٫۶۳ کیلومترمربع مساحت و ۵۲۰٬۳۸۲ نفر جمعیت دارد.